# Enzo Trapani
Enzo Trapani, all'anagrafe Vincenzo Trapani (Roma, 18 agosto 1922 – Roma, 14 novembre 1989), è stato un regista, sceneggiatore e scenografo italiano.
Fu aiuto regista di Roberto Rossellini e di René Clair.

## Biografia
Nell'immediato dopoguerra si laureò in architettura, entrando poi nel mondo del cinema come scenografo e costumista; nel 1949 diresse il suo primo film con Renato Rascel, Maracatumba... ma non è una rumba, al quale seguiranno altri film della stessa tematica comico-musicale, per passare quindi alla regia televisiva.
Dopo aver creato un genere nuovo nella rivista italiana e nello spettacolo televisivo, sul finire degli anni ottanta se ne allontanò perché non ne condivideva più le evoluzioni.
Diresse alcuni dei varietà più popolari della televisione italiana come Senza rete e Fantastico e scoprì un gran numero di artisti, soprattutto comici come Beppe Grillo e il trio Solenghi-Marchesini-Lopez e anche primedonne come Heather Parisi.
Nel 1978 col varietà Stryx, di cui oltre che regista fu anche autore con Alberto Testa e Carla Vistarini, realizzò uno spettacolo fortemente trasgressivo e tecnologicamente avanzato. Nel cast di Stryx figuravano, tra gli altri, Amanda Lear, Patty Pravo, Mia Martini, Grace Jones, Tony Renis i Rockets, Gal Costa, Ombretta Colli.
In particolare le due edizioni di Non stop furono estremamente innovative nel contenuto, nella formula e nell'impostazione scenografica, inoltre segnarono il punto di inizio per una serie di nuovi comici di grande valore come Massimo Troisi, Francesco Nuti, Carlo Verdone, Zuzzurro e Gaspare, Lello Arena, Enzo Decaro, Enrico Beruschi, I Gatti di Vicolo Miracoli.
Nel 1980 diresse Ilona Staller, Ernst Thole, Gigi e Andrea, Marco Columbro, Daniele Piombi e il cantante reggae giamaicano Peter Tosh nel programma di Rai 2 C'era due volte.
Nel 1982 firmò la regia di Due di Tutto, varietà la cui caratteristica era la durata di ogni sketch e numero, e cioè due minuti. Parteciparono, tra gli altri, Anthony Quinn, Gigi Proietti, Renzo Arbore, Diego Abatantuono, Maurizio Micheli, Franca Valeri.
Collezionista di armi e sofferente di crisi depressive, il 5 novembre 1989 si sparò un colpo di pistola in bocca: morì dopo nove giorni di coma.

## Filmografia

### Regista
- Turri il bandito (1950)
- Lebbra bianca (1951)
- Viva il cinema! (1952)
- Viva la rivista! (1953)
- Altissima pressione (1965)

### Scenografo
- Genoveffa di Brabante, regia di Primo Zeglio (1947)
- ...E non dirsi addio!, regia di Silvio Laurenti Rosa (1948)
- Le due madonne, regia di Giorgio Simonelli (1949)
- Lebbra bianca, regia di Enzo Trapani (1951)
- Destino, regia di Enzo Di Gianni (1951)

## Programmi televisivi

### Regista
- Abito da sera (1958)
- Momento magico (1960)
- Gente che va, gente che viene (1960) – serie televisiva
- Piccolo concerto (1961)
- Cabina di regia (1962)
- Il signore delle 21 (1962)
- Alta pressione (1962)
- Smash (1963)
- Musica da sera (1967)
- Senza rete (1968-1972)
- Campioni a Campione (1969)
- Sicilia Happening (1970)
- Teatro 11 (1972)
- Hai visto mai? (1973)
- Mia - Incontro con Mia Martini (1974)
- Angeli e cornacchie (1975)
- La compagnia stabile della canzone con variété e comica finale (1975)
- Su e giù per le Dolomiti (1976)
- Rete tre (1976)
- Il guazzabuglio (1977)
- Scuola serale per aspiranti italiani (1977)
- Non stop (1977-1978)
- Stryx  (1978)
- Fantastico (1979-1983)
- Superclassifica Show (1978-1981)
- C'era due volte (1980)
- Te la do io l'America (1981)
- Hello Goggi (1981)
- Due di tutto (1982)
- Te lo do io il Brasile (1984)
- Il tastomatto (1985)
- Proffimamente non stop (1987)
- Io Jane, tu Tarzan (1989)